# Caetés (tribo)
Os caetés é uma nação indígena de tronco linguístico língua tupi antiga e descendentes do grupo Tupinambá, que habitam o litoral do Brasil entre a ilha de Itamaracá e o rio São Francisco em Alagoas. No século XVI eram 75.000 indivíduos. A área que habitavam era limitada ao norte pelas terras dos potiguaras e, ao sul, pelas dos tupinambás. Aliaram-se aos comerciantes franceses que percorriam o litoral brasileiro no século XVI, tornando-se, então, inimigos dos portugueses. Os caetés foram condenados ao extermínio e foram escravizados pelos portugueses e utilizados como mão de obra no plantio da cana-de-açúcar. Após a Guerra dos Caetés, muitos fugiram e outros se adaptaram ao modo de vida do colonizador, sendo considerados extintos, porém, o colonizador apagou historicamente os Caetés enquanto nação, mas muito sobreviveram e deixaram descendentes. Segundo as fontes citadas, muitos fugiram e outros se adaptaram as imposições do colonizador. 
devido às perseguições que sofreram em suas terras. Na faixa de terra onde a nação Caeté viveu, como, por exemplo, os territórios de São Miguel dos Campos, Jequiá, e Coruripe, em AL, podemos verificar que parte dos hábitos indígenas ainda estão vivos, sendo seus descendentes, em sua maioria, pessoas multirraciais por causa do processo de mestiçagem e colonização, porém, em muitas cidades e povoados os hábitos ligados a proteção da terra e modos de vida comunitários resistem. 

## Etimologia
"Caeté" é originário do termo tupi antigo kaeté, que significa "mata verdadeira, mata virgem, que nunca foi roçada" (ka'a, mata + eté, verdadeira).

## Produção, hábitos e cultivos
Em liberdade, os caetés eram exímios pescadores e caçadores. Na pesca, utilizavam redes, anzóis e arpões feitos de ossos. Na caça, faziam uso de arcos, flechas, e arapucas, capturando pássaros e mamíferos. Consumiam peixes e carnes assados sobre brasa ou moqueados.
Eram navegadores de canoas costeiras, sendo considerados, portanto, um dos povos canoeiros, sendo, também, construtores desse tipo de embarcação.
Teciam rede de dormir, entalhavam gamelas, e cabaças que usavam como prato e copos. Fabricavam cestas de palha de bananeiras e de palmeiras e também utensílios e panelas de barro.
Eram agricultores, cultivando milho, feijão, fumo e mandioca. Comiam também frutas e outras raízes como a batata e o inhame.

## Antropofagia e genocídio

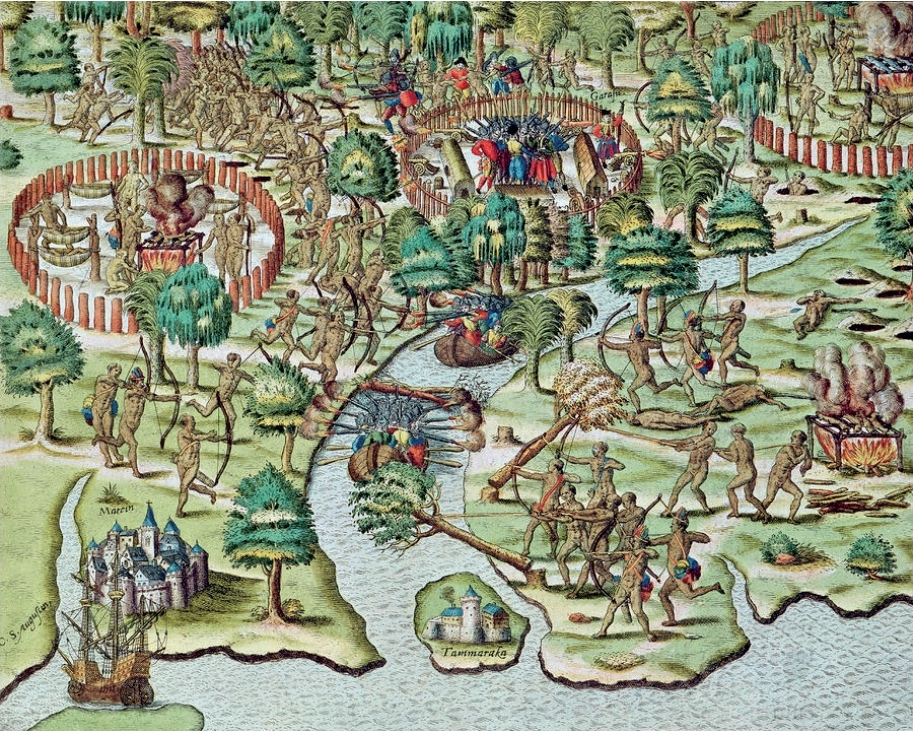
Ataque dos índios caetés à vila de Igarassu em Pernambuco, 1549. Gravura de Theodor de Bry no livro Duas Viagens ao Brasil de Hans Staden.

Os indígenas desta comunidade, praticavam a antropofagia ritual, e foram acusados de haverem consumido — de fato trucidaram, porém o consumo posterior é controverso — o primeiro bispo do Brasil, dom Pero Fernandes Sardinha, junto com o donatário do Siará Grande (Ceará) Antônio Cardoso de Barros, cujo navio em que regressava a Portugal naufragou nas costas da foz do rio Coruripe, no atual estado Alagoas, junto a outros cem náufragos. O evento ocorreu em 1556.
Em sua época, o incidente provocou a ira da Igreja Católica e da Inquisição. Em 1562, depois de serem acusados de devorar o bispo, foram considerados "inimigos da civilização" e, com o aval da Igreja Católica, se tornaram alvos de implacável perseguição pelo governador português Mem de Sá, que determinou que fossem "escravizados todos, sem exceção". Como consequência, existe a narrativa de que os caetés foram exterminados.  No entanto, fontes recentes trazem a narrativa de que muitos fugiram e outros se adaptaram ao colonizador dentro dos territórios, o que demonstra que existem descendentes, apesar do genocídio. Os indígenas Caetés não foram extintos em sua totalidade, apenas houve o apagamento histórico enquanto nação, processo que está sendo transformado a partir das retomadas étnicas de vários descendentes considerados pardos, mestiços sou caboclos.
Pesquisas recentes colocam em dúvida se o bispo Pero Sardinha teria mesmo sido devorado pelos indígenas, já que os relatos são todos marcados pela intenção de condenar os caetés e torná-los sujeitos à escravização.
O verdadeiro motivo da morte do primeiro bispo do Brasil poderia ter sido a vingança do governador-geral, Duarte da Costa, e de seu filho Álvaro da Costa, que poderiam ter tramado tal crime e incriminado os caetés.[carece de fontes?] Álvaro da Costa, homem violento, que usava da força para intimidar principalmente os indígenas, era conhecido por relacionar-se sexualmente com as indígenas de maneira forçada. Durante um de seus sermões, o bispo Sardinha teria condenado as ações de Álvaro da Costa, o que resultou no início de um conflito entre o bispo e o governador-geral.

## Legado
Em 2018, os botânicos brasileiros James L. Costa-Lima e Earl Celestino de Oliveira homenagearam os indígenas do povo dos caetés ao batizarem uma nova espécie de planta. A espécie em questão foi nomeada Eugenia anthropophaga  e pertence à família das mirtáceas, a mesma família botânica à qual pertencem a goiabeira e pitangueira. O nome específico cunhado pelos autores, derivado do grego anthropos ("homem") e phagein ("comer"), faz referência às práticas antropofágicas pelas quais os caetés ficaram amplamente conhecidos. Esta espécie vegetal ocorre em áreas de Mata Atlântica na costa do estado de Alagoas, distribuição geográfica em parte similar à dos Caetés no passado.